# Pholidochromis cerasina
Pholidochromis cerasina är en fiskart som beskrevs av Gill och Tanaka 2004. Pholidochromis cerasina ingår i släktet Pholidochromis och familjen Pseudochromidae. Inga underarter finns listade i Catalogue of Life.